# 阿拔斯革命
阿拔斯革命（阿拉伯语：‎，羅馬化：ath-thawra al-ʿAbbāsiyya） 是指奧瑪亞哈里發國（公元661-750年）被阿拔斯王朝（公元750-1258年）推翻的歷史事件。倭马亚王朝統治期間，非阿拉伯人无论是否皈依伊斯兰教，他們都被视为二等公民。這使得非阿拉伯人非常不滿，最终导致倭马亚王朝被推翻 。阿拔斯王朝建立後開始實施更具包容性的民族政策。 